# Saint-Pierre-de-Lamps
Saint-Pierre-de-Lamps foi uma comuna francesa na região administrativa do Centro, no departamento Indre. Estendia-se por uma área de 11,2 km². Em 2010 a comuna tinha 43 habitantes (densidade: 3,8 hab./km²).
Em 1 de janeiro de 2019, passou a formar parte da comuna de Levroux.